# ماليبو (كاليفورنيا)
ماليبو (بالإنجليزية: Malibu) هي إحدى مدن مقاطعة لوس أنجليس، كاليفورنيا. تم إعطاءها لقب مدينة في 28 مارس، 1991.
بلغ تعدد سكان المدينة لعام 2010 إلى 12,645 تمتد على 34 كم من المحيط الهادئ  تشتهر ماليبو بمناخها المتوسط وشريطها الذي يبلغ طوله 21 ميلاً (34 كم) من ساحل ماليبو. وتشتهر المنطقة بكونها موطن نجوم السينما في هوليوود، والأشخاص في صناعة الترفيه، وغيرهم من المقيمين الأثرياء ؛ لكن بعض السكان هم من الطبقة المتوسطة.  يعيش معظم سكان ماليبو على بعد بضع مئات من الأمتار من طريق المحيط الهادئ السريع (طريق الولاية 1)، الذي يمر عبر المدينة، حيث يعيش بعض السكان على بعد ميل واحد من الشاطئ حتى الأخاديد الضيقة. يحد المدينة من الشرق توبانغا، ومن الشمال جبال سانتا مونيكا (أغورا هيلز، وكالاباساس، وتلال وودلاند)، ومن الجنوب المحيط الهادئ، ومنطقة سولرومار الفردية في مقاطعة فينتورا إلى الغرب ومن الجامعات المشهورة والتي تاسست عام 1948جامعة ماليبو (University of Malibu).

## الكوارث الطبيعية
يقع ساحل ماليبو على هامش منطقة واسعة من البراري والغابات والمنتزهات الوطنية بجبال سانتا مونيكا  يشكل موقع ماليبو موقعاً لخلق عناصر بيئية مختلفة تساعد على حدوث كوارث طبيعية في المنطقة، منها : طبيعة التضاريس الجبلية الغير المستقرة جيولوجيًا والعواصف الموسمية المطيرة التي تؤدي إلى نمو نباتي كثيف ؛ ورياح سانتا آنا الموسمية ؛ والمناخ الجاف طبيعياً.
فمثلاً، بتاريخ 2 نوفمبر 1993 حصلت واحدة من أكبر الحرائق في تاريخ ماليبو، والتي أحرقت أكثر من 16516 فدانًا (67 كم 2) من 2 نوفمبر إلى 11 نوفمبر.  واشتملت العاصفة النارية في عام 1993 على حريقين منفصلين، أحدهما دمر معظم وسط ماليبو / أولد توبانغا، والآخر حريق كان في شمال ماليبو. لقى ثلاثة اشخاص مصرعهم ودمر 739 منزلا في حريق وسط ماليبو / اولد توبانجا، كما تم إحراق 18949 فدانًا (77 كيلومترًا مربعًا) في حريق شمال ماليبو، مع عدم وجود أرواح. بالإضافة إلى فقد القليل من المنازل في المنطقة الأقل كثافة سكانية. أعلن مسؤولو إدارة المطافئ في مقاطعة لوس أنجلوس عن شبهات في أن الحريق كان متعمداً،  وأدت الحرائق والضرر الواسع النطاق للممتلكات والبنية التحتية إلى تبني مدينة ماليبو أشد رموز الحرائق في البلاد.

### الانهيارات الطينية
إن أحد الآثار الجانبية الأكثر إشكالية للحرائق التي تجتاح ماليبو دوريا هو تدمير الغطاء النباتي، الذي يوفر عادة درجة من الاستقرار الطبوغرافي للصخر الرملي المعبأ بشكل فضفاض وتلال الحجر الرملي خلال فترات هطول الأمطار الغزيرة. وبالتالي يمكن للعواصف المطيرة التي تعقب حرائق الغابات الكبيرة أن تتسبب في ظاهرة تعرف باسم الانهيارات الطينية، حيث تتحرك الأرض المشبعة بالمياه والصخور بسرعة على سفوح الجبال، أو تنفصل شرائح كاملة من سفح الجبل فجأة وتسقط إلى أسفل.

### العواصف
تتعرض ماليبو بشكل دوري لعواصف ساحلية شديدة. في بعض الأحيان، تكشف هذه العواصف بقايا سكة حديد Rindge التي تم بناؤها عبر ماليبو في أوائل القرن العشرين.
في يوم الجمعة، 25 يناير 2008، خلال عاصفة كانت كبيرة بشكل غير معتاد لمنطقة جنوب كاليفورنيا، جاء إعصار إلى الشاطئ وضرب حظيرة قاعدة بحرية، ممزقًا السطح. كان هذا أول إعصار يضرب شاطئ ماليبو في التاريخ المسجل.

### الزلازل
تقع ماليبو على بعد 50 ميلاً (80 كم) من صدع سان أندرياس، وهو صدع يزيد طوله عن 800 ميل (1300 كم) يمكن أن ينتج زلزالًا فوق قوته 8. بالإضافة تقع العديد من الأصداع في المنطقة، مما يجعل المنطقة عرضة للزلازل.
هز زلزال نورثريدج عام 1994، و زلزال سان فرناندو 1971 (بقوة 6.7 و 6.6) المنطقة، كما تحدث الزلازل أصغر في كثير من الأحيان.

## قائمة بالاشخاص الذي يسكنون بماليبو
- هيرب ألبرت -
- باميلا أندرسون - ممثلة
- ليدي غاغا - مغنية، ممثلة
- جينيفر أنيستون - ممثلة
- كريستين بيل - ممثلة
- هالي بيري - ممثلة
- إيميلي بلنت - ممثلة
- كلارا بوو - ممثلة
- تشارلز برونسون - ممثل
- جيف بريدجز - ممثل
- ميل بروكس - مخرج
- بيرس بروسنان - ممثل
- جيمس كاميرون - مخرج
- جيم كاري - ممثل
- جوني كارسون
- شير - مغنية، ممثلة
- لورين كونراد -
- كورتني كوكس - ممثلة
- جون كيوزاك - ممثل
- مايلي سايرس - مغني، ممثلة
- بيت ديفيس - ممثلة
- باتريك ديمبسي - ممثل
- لورا ديرن - ممثلة
- ليوناردو دي كابريو - ممثل
- داني ديفيتو - ممثل، مخرج
- شانين دوهيرتي - ممثلة
- روبرت داوني جونير - ممثل
- ديفيد دشوفني - ممثل
- بوب ديلن - مغني
- سام إليوت - ممثل
- لاري إليسون - أوراكل
- سالي فيلد - ممثلة
- كيني جي -
- ريتشارد جير - ممثل
- ميل غيبسون - ممثل، مخرج
- ووبي غولدبرغ - ممثلة
- لويس جوست جونيور - ممثل
- جوش غروبان - مغني
- مات غرينينغ
- مارك هاميل - ممثل
- توم هانكس - ممثل
- غولدي هاون - ممثلة
- باريس هيلتون -
- داستين هوفمان - ممثل
- أنتوني هوبكنز - ممثل
- كيت هدسون - ممثلة
- أنجلينا جولي - ممثلة
- ستيسي كيتش - ممثل
- براين كيث - ممثل
- جيمي كاميل - كوميدي
- كريس كريستوفيرسن - مغني وممثل
- جاك ليمون - ممثل
- تيا ليوني - ممثلة
- ديفيد ليترمان - كوميدي
- روب لوو - ممثل
- آلي ماكغرو - ممثلة
- شيرلي ماكلين - ممثلة
- هاوي مانديل - ممثل، كوميدي
- والتر ماثو - ممثل
- إيدي ميرفي - ممثل
- بيل موري - ممثل، كوميدي
- نيك نولتي - ممثل
- جاك نيكلسون - ممثل
- تاتوم أونيل - ممثلة
- كيمبرلي ويليامز بيزلي - ممثلة
- جيمي بيج - لد زبلين
- شون بن - ممثل، مخرج
- بينك - مغنية
- براد بيت - ممثل
- روبرت ريدفورد - ممثل ومخرج
- ديانا روس - مغني وممثلة
- كورت راسل - ممثل
- جورج سي سكوت - ممثل
- تشارلي شين - ممثل
- مارتن شين - ممثل
- فرانك سيناترا - مغني وممثل
- ديفيد سبيد - ممثل، كوميدي
- بريتني سبيرز - مغنية
- ستيفن سبيلبرغ - مخرج
- سيلفستر ستالون - ممثل
- جون ستاموس - ممثل
- رود شتايغر - ممثل
- ستينغ - مغني
- باربرا سترايساند - ممثلة
- دومينيك سوين - ممثلة
- غلوريا سوانسون - ممثلة
- تشارليز ثيرون - ممثلة
- جون ترافولتا - ممثل
- بروس ويليس - ممثل
- جيدن كريستوفر سميث- ممثل
- الامير الحاج عبدالعظيم  - نجل سلطان بروناي
- مكانزي فوي - ممثلة

## روابط خارجية
- ماليبو على موقع EncyclopediaOfSurfing.com (الإنجليزية)